# Paulo Neves de Carvalho
Paulo Neves de Carvalho (São João Del Rei, 20 de dezembro de 1919 – Belo Horizonte, 23 de maio de 2004) foi um advogado e professor catedrático de direito administrativo na Universidade Federal de Minas Gerais, em Belo Horizonte.

## Biografia
Ele se formou em direito pela Universidade Federal de Minas Gerais (UFMG) em 1943, tendo obtido o seu doutorado em administração pública pela Universidade da Califórnia do Sul (Estados Unidos) em 1954, após defender a tese de doutorado "An Analysis of Control and Coordination in the Public Service" (tradução para o português: "Uma Análise de Controle e Coordenação no Serviço Público").
Foi professor de direito administrativo na UFMG por mais de 50 anos, tendo sido caracterizado por um pensamento político voltado ao campo social e à defesa do Estado Democrático de Direito, influenciando gerações de estudantes de Direito e profissionais da Administração Pública.
Orientou diversos juristas mineiros, tais como o ex-governador, ex-senador e ministro do TCU Antonio Anastasia, o procurador federal Luciano de Araújo Ferraz, a advogada e ex-secretária estadual da Casa Civil Maria Coeli Simões Pires, a ministra do TSE Edilene Lobo, e o desembargador de justiça do TJ-MG José Marcos Rodrigues Vieira.
Ele foi um dos gestores públicos que idealizaram da criação da companhia estadual de saneamento básico de Minas Gerais, a COPASA, além de ter atuado como supervisor e diretor dos trabalhos relacionados com a Reforma Administrativa do Governo Estadual de Minas Gerais executada pelo governador Magalhães Pinto. Na administração desse governador, Paulo Neves de Carvalho se tornou o primeiro Secretário estadual de Administração em Minas Gerais.

## Pensamento
Em palestra proferida na oportunidade em que foi agraciado com o título de professor emérito da UFMG, Paulo Neves de Carvalho resumiu seu ofício de professor nestes termos: 

 Por último, uma confissão: lecionei, a vida toda, por vocação, desde menino, por imperativo de uma força que me compeliu sempre a retribuir à sociedade, pelo que ela fez por mim; a buscar a promoção humana; escolhi o Direito, porque ele tem que ver com a justiça e a solidariedade; e a vida, não a compreendo, se o espírito não se alteia, na busca, sempre e sempre, de libertar o homem; o inabalável sonho foi o de vê-lo liberto da fome, da ignorância, da doença e do medo. Certamente, não assistirei a esse tempo de paz e justiça o ser humano se realizando em sua plenitude, mas sonhei com ele, isto sonhei; e preguei a lição, isto preguei.— Paulo Neves de Carvalho

## Principais obras
- Da revogação no direito administrativo (1951);
- Três ensaios (1953);
- An Analysis of Control and Coordination in the Public Service (1954);
- Anotações sobre a reforma administrativa de Minas Gerais (1985).